# 祝天保
祝天保（1514年—？），字惟忠，號凤石，直隸順天府唐山縣人，民籍，明朝政治人物。

## 生平
嘉靖二十二年（1543年）癸卯科順天府鄉試第一百二名舉人。嘉靖二十六年（1547年）中式丁未科會試第一百九十五名，登第三甲第一百二十二名進士。户部觀政，授诸城知县，升户部主事、员外郎、郎中，出为潞安府知府，升山西副使、右参政。

## 家族
曾祖祝榮；祖父祝賓，壽官；父祝明，壽官。母李氏。